# Merkur Arena
Merkur Arena – stadion piłkarski, położony w mieście Graz, Austria. Oddany został do użytku w 1997 roku. Od tego czasu swoje mecze na tym obiekcie rozgrywają zespoły: Grazer AK oraz SK Sturm Graz. Jego pojemność wynosi 15 400 miejsc. Wcześniej nazywała się UPC-Arena.